# ایگور کروتوی

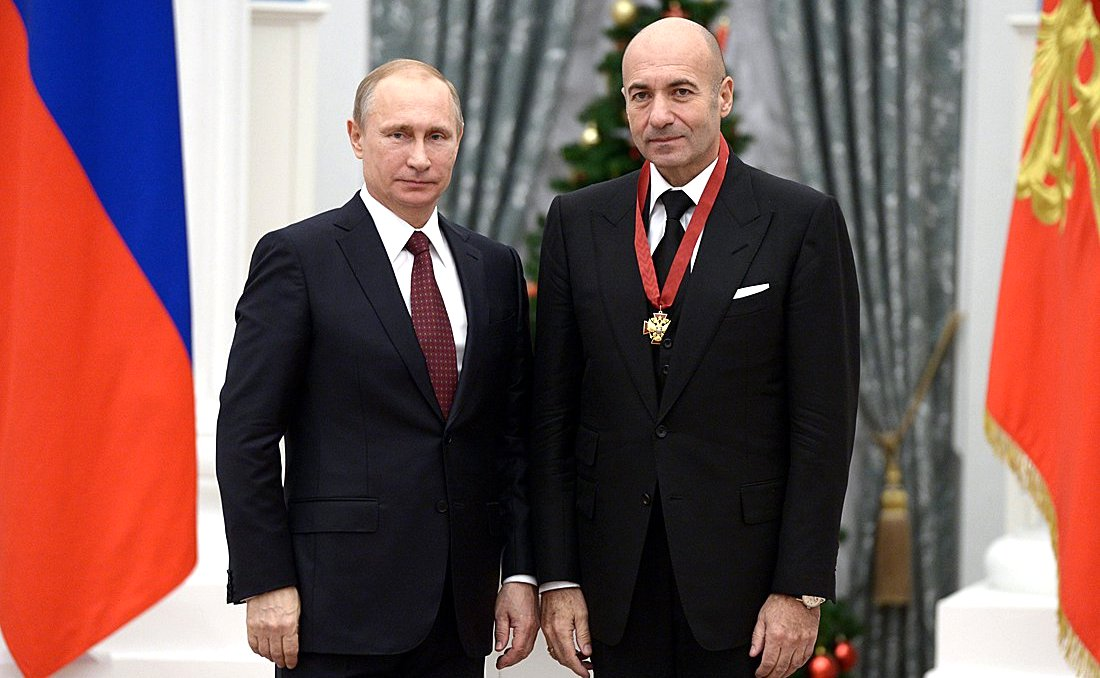
ایگور کروتوی در کنار ولادیمیر پوتین پس از دریافت «نشان درجهٔ ۴ لیاقتِ سرزمین پدری»

ایگور کروتوی (روسی: Игорь Крутой؛ زادهٔ ۲۹ ژوئن ۱۹۵۴) یک آهنگساز، تهیه‌کننده موسیقی، تهیه‌کننده تلویزیونی اهل اوکراین است.
او در کودکی و بدون هیچگونه آموزگاری، نواختن آکوردئون را فرا گرفت و در گروه موسیقی مدرسه‌اش، می‌نواخت. پس از تحصیل در هنرستان موسیقی به «دانشکدهٔ موسیقی کیروواگراد» رفت و در سال ۱۹۷۴ میلادی با درجهٔ عالی فارغ‌التحصیل شد. تلاش او برای ورود به آکادمی ملی موسیقی چایکوفسکی با شکست مواجه شد و به همین دلیل به «دپارتمان رهبری ارکستر» در «انیستیتوی دولتی آموزش‌گری نیکلائف» پیوست و در آنجا به تحصیل پرداخت. در همین حین با خوانندهٔ مشهور اوکراینی-روسی «الکساندر سروف» و همچنین هنرپیشه برجسته روسیه «یوگنی لئونف» همکاری هنری نزدیکی داشت و رهبرِ «ارکستر والنتینا تالکونووا» نیز بود.
در سال ۱۹۷۹ میلادی از او دعوت شد تا به «ارکستر کنسرتی مسکو» موسوم به «پانوراما» برود و در آنجا با هنرمندان بزرگی همچون لئونید کوگان همکاری کرد. سرانجام در سال ۱۹۸۶ میلادی موفق شد به «دپارتمان آهنگسازی» در «کنسرتوار ساراتوف» راه یابد و آهنگسازی را در آنجا فرا گیرد.
ایگور بابت فعالیت‌های هنری‌اش برندهٔ جوایز گوناگونی همچون «هنرمند مردمی روسیه»، «هنرمند مردمی اوکراین» و «جایزهٔ کومسامول لنین» (جایزهٔ اتحادیهٔ کمونیست‌های جوان در اتحاد جماهیر سوسیالیستی شوروی سابق) شده است.